# Abies cephalonica
Abies cephalonica là một loài thực vật hạt trần trong họ Thông. Loài này được Loudon miêu tả khoa học đầu tiên năm 1838.